# Bánh cuốn
Bánh cuốn, còn gọi là bánh mướt hay bánh ướt (khi không có nhân), là một món ăn làm từ bột gạo hấp tráng mỏng, cuộn tròn, bên trong có thể có nhân hành, thịt, mộc nhĩ hoặc không nhân.
Trang Traveller - chuyên trang du lịch nổi tiếng của Australia - đã công bố danh sách 10 món ăn ngon và hấp dẫn nhất mà du khách nên thưởng thức trong năm 2023. Đặc biệt, món bánh cuốn của Việt Nam đã vinh dự góp mặt trong danh sách này.
Theo Traveller, bánh cuốn là một món ăn có cách chế biến rất đặc biệt. Được làm từ bột gạo, bánh cuốn được tráng mỏng trên một miếng vải và hấp chín trong vài phút. Sau khi bánh chín, nó được cuốn với thịt lợn băm và mộc nhĩ, ăn kèm với rau thơm, hành phi và nước mắm chua ngọt.
Trong danh sách 10 món ăn du khách nên thử trong năm 2023, ngoài bánh cuốn của Việt Nam còn có các món như: cá bơn nướng (Tây Ban Nha), bánh burger kiểu Oklahoma (Mỹ), Mole Negro (Mexico), các món ăn nhẹ của Sri Lanka, Sushi (Nhật Bản), Ragu Napoletano (Ý), Sarawak Laksa (Malaysia), xúc xích vịt Sanga (Úc), và Tahdig (Iran).

## Lịch sử
Trong An Nam chí lược, sử gia Lê Tắc chú rằng "vào Tết Hàn thực, đem bánh cuốn tặng nhau". Điểm nữa là trong thi phẩm Tặng bánh xuân cho ngài thiên sứ Trương Hiển Khanh (饋張顯卿春餅), năm 1291, vua Trần Nhân Tông cho hay: "Hôm nay đúng ngày mồng 3 tháng 3, trên chiếc mâm chạm hình mây đỏ bày bánh xuân thái, là phong tục cũ của An Nam xưa nay" (柘枝舞罷試春衫， 況值今朝三月三。 紅玉堆盤春菜餅， 從來風俗舊安南). Còn Chỉ Nam ngọc âm giải nghĩa dẫn rằng, bánh xuân thái cũng chính là tên gọi khác của bánh cuốn, sách này đồng thời nói: "Quyển bính nhiều nhân càng ngon; Hiệu là bánh cuốn lăn tròn khéo thay". Như vậy, vào thời Trần, thậm chí có thể truy lên thời Lý, nhằm tết Hàn thực, người Việt ăn bánh cuốn và có tục đem bánh cuốn tặng nhau, chứ chưa có tục ăn bánh trôi như thời Lê Nguyễn về sau. Bánh cuốn còn được gọi là bánh xuân (春餅) hoặc bánh xuân thái (春菜餅), trong có nhân (có thể gồm cả rau lẫn thịt), được cuốn tròn lại, hình dạng khá gần với bánh cuốn ngày nay.

## Đặc điểm

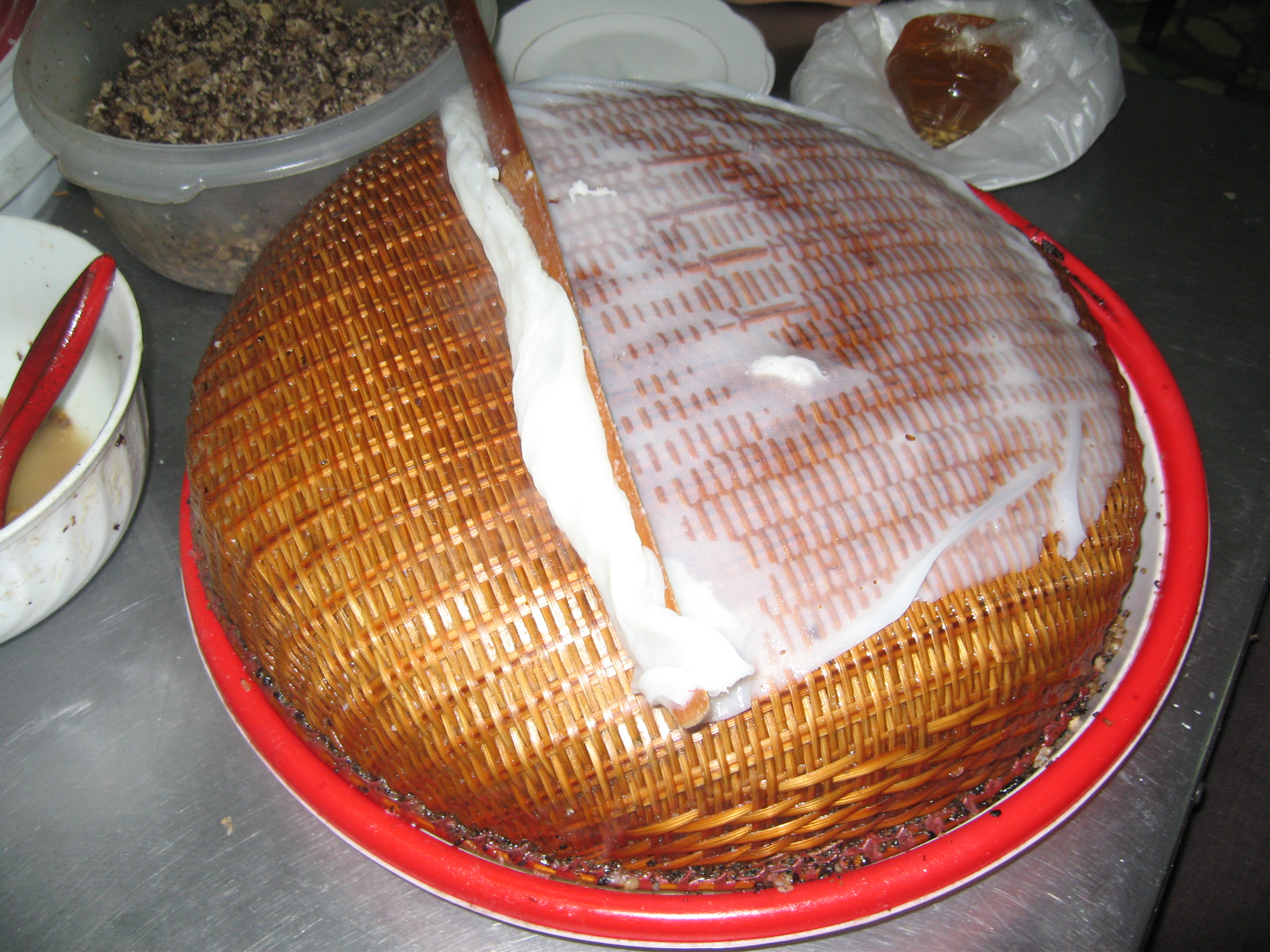
Bánh cuốn trước khi cho nhân vào

Bánh cuốn là món ăn truyền thống Việt Nam với lớp vỏ mỏng làm từ bột gạo hấp chín, cuộn với nhân thịt heo xay, nấm hương và hành tím. Món này thường được ăn kèm với nước chấm chua ngọt, hành phi, rau thơm và chả lụa. Ở miền Bắc, bánh cuốn có thêm mộc nhĩ và nước mắm pha, trong khi miền Nam có thể có nhiều loại nhân khác nhau và nước chấm đậm đà hơn. Đây là món ăn nhẹ nhàng, phổ biến trong bữa sáng hoặc bữa ăn nhẹ.

### Bánh cuốn Cao Bằng
Bánh cuốn ở Cao Bằng chỉ sử dụng nhân thịt băm nhỏ và xào trước. Bánh được ăn cùng với nước ninh từ xương ống của  lợn và giò lụa loại nhỏ, dài gần một gang tay, có thể có thêm trứng.

### Bánh cuốn Lạng Sơn
Bánh cuốn trứng Lạng Sơn chỉ bao gồm trứng gà và thịt nạc kho được chà nhuyễn thành từng sợi nhỏ và nước canh là nước được ninh từ xương ống và cho thêm gia vị, hành, mùi, tiêu, ớt, măng ớt. Nhiều cửa hàng tại Lạng Sơn còn dùng nước thịt kho cho vị đậm đà hơn. Trứng gà được hấp bên trong lá bánh, chín tái đủ để tạo một lớp màng mỏng quanh lòng đỏ, giúp trứng không bị vỡ. Ăn món bánh cuốn này không thể gắp và chấm mà phải chan nước canh lên mặt bánh. Khi thưởng thức, người dùng sẽ khéo léo đưa miếng bánh vào miệng làm sao để lòng đỏ trứng vỡ ra trong miệng, hoà lẫn với nước thịt kho và những sợi thịt kho đã chà nhuyễn còn nóng và thơm ngon.

### Bánh cuốn Hải Phòng
Bánh cuốn Hải Phòng có sự khác biệt so với hầu hết các loại bánh cuốn từ bánh cuốn đến nước chấm. Từ lâu, người Hải Phòng đã sử dụng nước chấm được pha chế từ nước ninh xương ống lợn, được nêm với nước mắm nguyên chất Cát Hải và gia vị. Bánh cuốn Hải Phòng cũng khá cầu kỳ từ những khâu lựa chọn nguyên liệu làm bánh cuốn, loại gạo trước đây thường được dùng là gạo Mộc Tuyền. Gạo cho ra loại bột khi lên bánh có mùi thơm của gạo đậm hơn so với các loại gạo khác. Bánh mềm nhưng dai hơn hẳn. Bánh được ăn kèm với hai loại chả quế và viên, nước chấm mắm hầm xương đã tạo nên sự khác biệt. Khi thưởng thức, thực khách sẽ cảm nhận được mùi thơm từ nước chấm, hương vị đậm đà chất biển nhưng có chút ngọt nhẹ nhàng khiến cho người ăn dễ chịu.

### Bánh cuốn Hà Nội

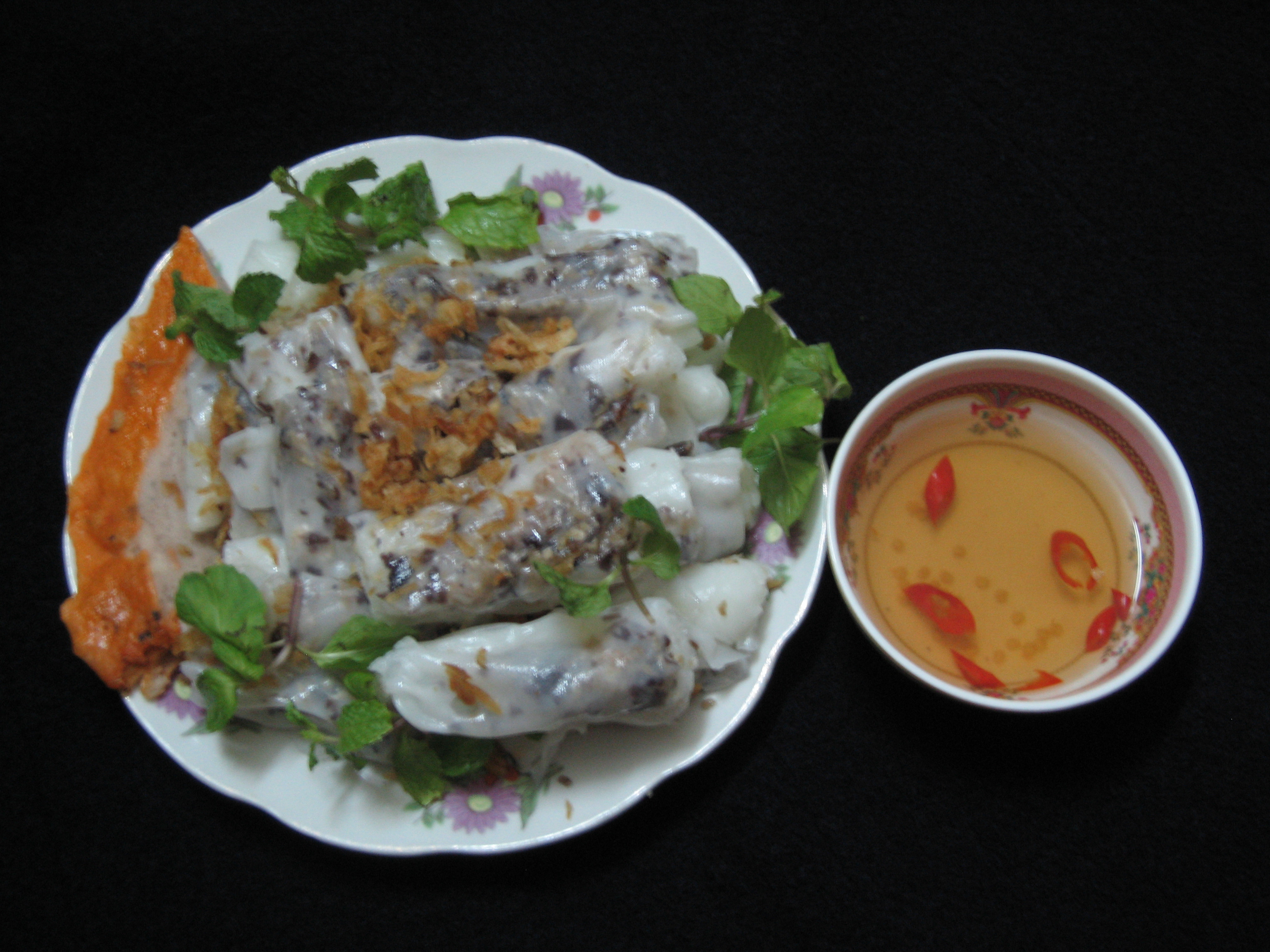
Bánh cuốn nhân thịt Hà Nội

Bột làm bánh là gạo được xay ướt nên rất mịn. Sau khi đã được làm chín bởi hơi nước, lá bánh sẽ được cuốn lại với nhân thịt, mộc nhĩ và nấm hương đã được nấu chín. Sau đó người làm bánh sẽ dùng thanh tre chia bánh vừa cuốn đó ra làm 4 khúc ngắn hơn và bày vào đĩa. Sau khi xếp lần lượt hết vào đĩa, một ít ruốc tôm sẽ được rắc lên trên các miếng bánh cuốn và trên cùng điểm vài cọng rau thơm như rau bạc hà, rau mùi... Bánh cuốn sẽ được thưởng thức cùng với bát nước chấm có vài lát chả và chút hành khô trong đó.

### Bánh cuốn Thanh Trì

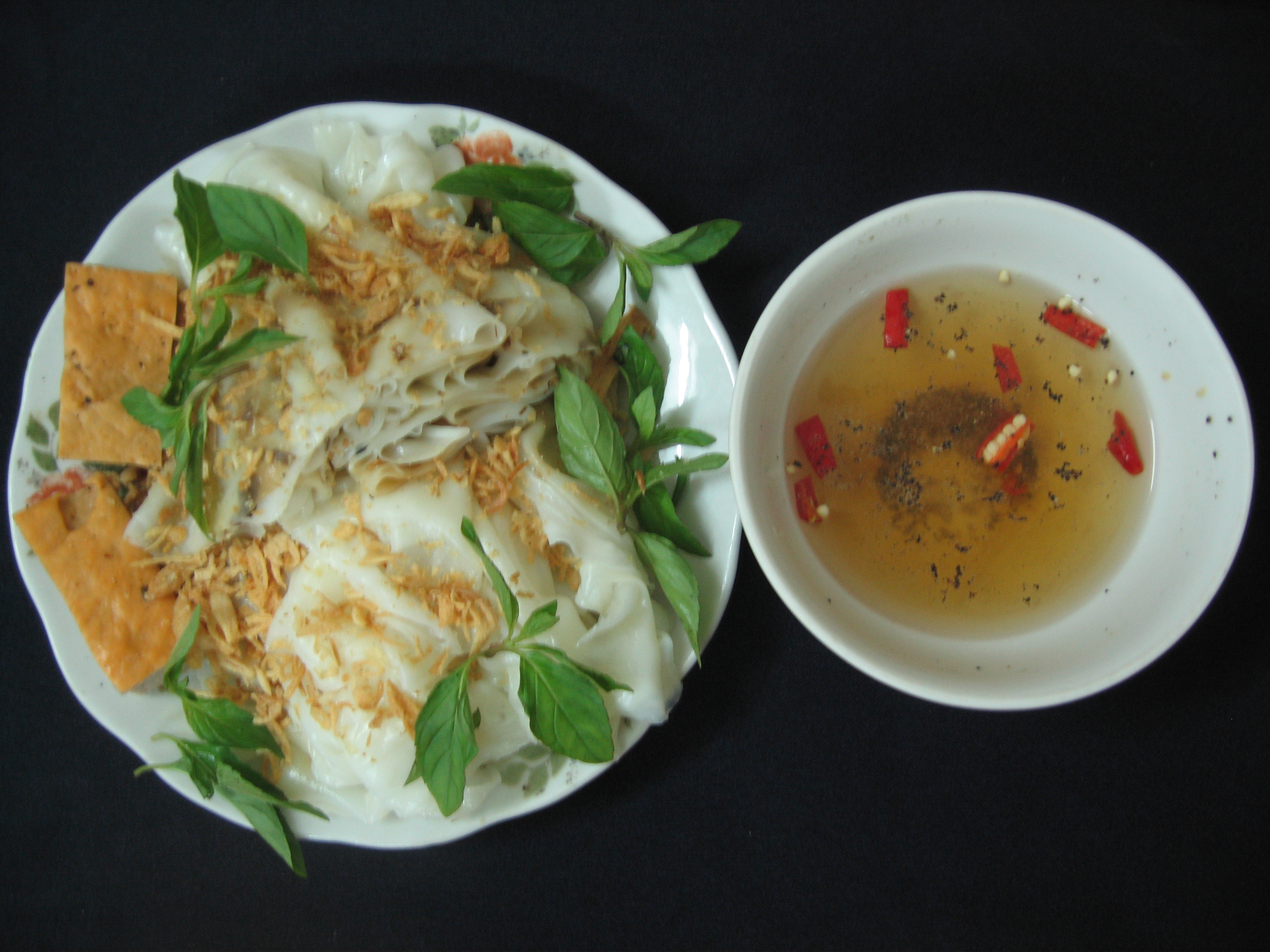
Bánh cuốn Thanh Trì

Bánh cuốn Thanh Trì là món ăn nổi tiếng của người Hà Nội, là đặc sản của phường Thanh Trì, quận Hoàng Mai, Hà Nội. Bánh được làm từ gạo gié cánh, tám thơm, tráng mỏng như tờ giấy.
Bánh cuốn Thanh Trì không có nhân, thường được xếp thành từng lớp trong lòng một chiếc thúng, trên phủ tờ lá sen hay lá chuối, lá dong. Người bán bánh thường đội thúng bánh trên đầu, di dạo bán trên phố phường Hà Nội. Khi gặp người mua, người bán hàng sẽ hạ thúng xuống, lần giở từng lớp bánh cuốn mỏng, tách từng lớp bánh sao lá bánh cuốn khỏi bị rách. Trên mặt lá bánh cuốn điểm những cọng hành lá màu vàng, nâu đã được phi qua trên chảo. Mỗi lớp bánh cuốn đó sẽ được sắp xếp gọn lại trên đĩa, lần lượt từng miếng bánh một được đặt cạnh nhau. Sau đó, với một nhát kéo, tất cả các lá bánh cuốn được cắt đôi. Công việc tiếp theo là nhấc một nửa đầu bánh cuốn mới cắt đó, đặt lên trên nửa kia để người thưởng thức có thể nhìn thấy rõ từng lớp bánh cuốn tráng mỏng như giấy. Bánh được ăn với thứ nước chấm đặc trưng cho từng người bán bánh riêng, có thể ăn kèm chả quế, giò lụa hoặc đậu rán và rau mùi.

### Bánh cuốn Mễ Sở
Bánh cuốn Mễ Sở hay còn gọi là Bánh cuốn Phú Thị, xuất xứ từ thôn Phú Thị, Xã Mễ Sở, Huyện Văn Giang, Tỉnh Hưng Yên. Nguyên liệu chính của nhân bánh là thịt lợn nhưng phải là phần thịt nạc nguyên. Thịt được băm nhỏ, sau đó được xào lên cũng với nước mắm, bột ngọt, vài lát nấm hương, mộc nhĩ hạt tiêu... khi thịt đã se se lại được đưa ra và để riêng. Không như các loại bánh cuốn khác chỉ khi có khách mới bắt đầu làm, vỏ bánh của bánh cuốn Mễ Sở có thể xếp chồng lên nhau rồi sau đó vẫn có thể cuốn. Bánh cuốn Mễ Sở khác ở chỗ cách cuốn là sẽ cho nhân dải đều ở phần đầu bánh sau đó sẽ cuộn tròn hết bánh. Bánh cuốn Mễ Sở có thể ăn nguyên cái bằng tay hoặc cắt thành từng khúc nhỏ và dùng dĩa sau đó chấm với nước chấm để ăn.

### Bánh cuốn Hải Dương
Bánh cuốn Hải Dương ngon là bánh được làm ở khu phố Hàn Giang và phố Bắc Sơn, bánh được tráng thành từng lá mỏng như tờ giấy pơ-luya, sau đó rưới thêm nước mỡ và hành đã được phi thơm (mỡ nước ở đây phải được làm từ mỡ khổ, chứ không được là mỡ lá, hay dầu ăn vì bánh sẽ không được thơm, béo, ngậy). Các lá bánh cuốn được rải chồng lên nhau trong một cái thúng có lót lá chuối và một số bao vải, ni lông cách nhiệt nên đến khi ăn bánh vẫn còn nóng. Khi ăn, phải dùng tay để bóc từng lá bánh ở đầu mép bánh ra, cắt thành miếng nhỏ vừa đủ để bỏ vào miệng. Nước chấm được pha bằng loại nước mắm ngon với các gia vị khác để tạo ra một bát nước chấm vừa có độ trong veo của nước sôi tinh khiết, vừa có màu vàng sóng sánh và mùi thơm đặc trưng của nước mắm, vừa có màu đỏ tươi của ớt, vừa có màu đen nhánh và thơm cay nồng của hạt tiêu xay rối, vừa có vị chua của dấm thanh pha thêm một chút chua hăng nồng của quất. Ăn kèm với bánh cuốn có chả quế. Chả quế được cắt chéo thành từng lát mỏng hình quả trám. Khi ăn vừa có độ dai dai của vỏ, vừa có độ giòn và vị ngọt, bùi, ngậy của ruột.
Bánh cuốn nhân thường ăn kèm với chả quế, trong khi bánh cuốn chay chỉ có lớp bột bánh đơn giản, rắc thêm ít hành khô lên trên. Gọi là chay chỉ là bởi bánh không nhân, còn cả hai loại đều chấm với nước mắm Cát Hải pha chế theo công thức cầu kỳ của quán. Nước mắm được pha loãng, đặc biệt là ngọt vị xương ninh, luôn được đun nóng hổi, có thể gia giảm với giấm, ớt, tỏi tùy sở thích. Bát nước chấm tuy có màu sẫm nhưng không hề bị mặn mà rất vừa miệng, nhiều người còn vừa ăn bánh cuốn vừa húp nước chấm ngon lành

### Bánh cuốn Làng Kênh
Bánh cuốn Làng Kênh (Nam Định) có bí quyết làm riêng và thường chỉ truyền nghề cho con dâu trong gia đình. Gạo làm bột bánh thường là giống gạo Mộc Tuyền. Những người làng Kênh không mang bánh đi bán rong mà họ chỉ ngồi cố định tại một quán bên đường hay một sạp hàng trong chợ.

### Bánh cuốn Phủ Lý
Phủ Lý là thành phố trực thuộc tỉnh Hà Nam, cách Hà Nội chừng 60 km. Bánh cuốn ở nơi đây rất nổi tiếng trong các tỉnh phía Bắc. Các xe du lịch khi đi trên Quốc lộ 1 qua thành phố Phủ Lý thường ghé lại thưởng thức món bánh cuốn trứ danh này. Bánh cuốn Phủ Lý có nhiều điểm tương đồng với bánh cuốn Thanh Trì. Bánh cuốn ở đây hoàn toàn không có nhân. Bánh sau khi tráng xong được gấp gọn lại và bày lên đĩa. Nếu như bánh cuốn Hà Nội hoặc ở một số địa phương khác thường được ưa chuộng khi bánh mới tráng xong còn mềm và mướt thì bánh cuốn Phủ Lý không giống như vậy. Các hàng bánh cuốn tráng bánh từ trước rồi để xếp lên nhau trên 1 mâm lớn. Khi có khách tới ăn, họ bóc từng lá bánh ra gấp và bày lên đĩa. Do đó bánh cuốn Phủ Lý khi thưởng thức có phần cứng và dày hơn bánh cuốn Hà Nội. Bánh được ăn kèm với nước chấm và hành phi thơm rắc lên trên. Bánh cuốn Phủ Lý ăn kèm với thịt nướng chứ không ăn với chả quế, giò lụa như nơi khác. Một điều làm tôn thêm hương vị thơm ngon của bánh cuốn ở đây đó chính là thịt nướng hay còn gọi là chả nướng này. Thịt được chọn loại có cả nạc cả mỡ chứ không chú trọng chọn miếng nguyên nạc như thịt ở Hà Nội nên khi ăn cảm thấy thịt ngon, mềm hơn chứ không hề bị khô. Thịt nướng trực tiếp trên than, vừa chín tới, ăn kèm với bánh cuốn.

### Bánh cuốn Thanh Hóa
Ở Thanh Hóa, gạo được ngâm nước và xay ướt thành bột. Lá bánh trong suốt, mỏng nhưng vẫn có độ dẻo. Bánh có thể không nhân hoặc có nhân. Nhân bánh có thịt băm, tôm nõn băm, mộc nhĩ... Nước chấm được pha từ nước mắm, nước cốt chanh, đường, hạt tiêu bột, ớt... Bánh có thể ăn kèm với chả nướng, chả quế, giò lụa. 

### Bánh mướt Nghệ An

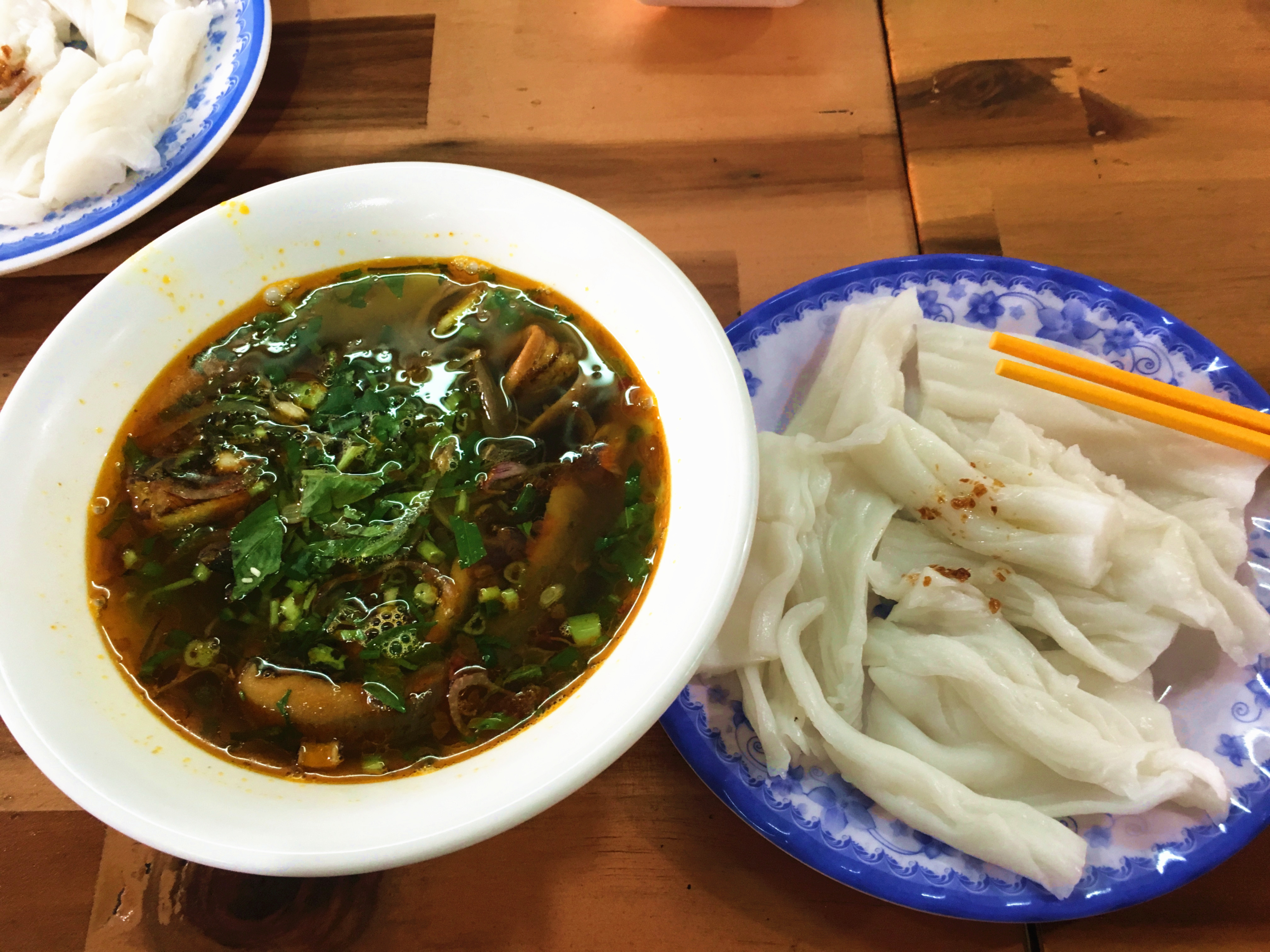
Bánh mướt Nghệ An ăn kèm súp lươn

Bánh mướt là một đặc sản ở Nghệ An gần giống như bánh cuốn không nhân ở miền Bắc nhưng thường ăn nguội. Nguyên liệu chính làm bánh mướt là bột gạo được làm từ gạo Vê (một loại gạo được trồng ở Quỳnh Lưu) hoặc gạo Khang dân có độ nở cao, không quá khô cũng không quá dẻo. Bánh mướt có độ dài bằng ngón tay trỏ hoặc gang tay, trắng và mềm, không dính vì đã được phết lớp dầu lúc cuốn. Bánh hấp chín được kéo ra, rồi ngay lập tức, người ta sẽ cuộn tròn và xếp vào cái thúng đã lót sẵn lá chuối. Bánh mướt thường chấm với nước mắm vắt chanh. Nhiều nơi còn làm thêm nham từ rau nhút hoặc củ chuối để ăn kèm. Ngoài ra cách ăn đặc trưng ở Nghệ An, Hà Tĩnh là ăn cùng với các loại nước súp như lươn, vịt, gà, bò hầm hoặc xáo lòng (nội tạng lợn nấu canh như tim, gan, lòng, cật, dạ dày, dồi và tiết).
Ở Nghệ An có rất nhiều quán bánh mướt ven đường và hàng rong, bán từ sáng sớm đến tối muộn. Một số vùng ở đây được biết đến với cách làm bánh mướt có vị thơm ngon trứ danh, chẳng hạn như bánh mướt chợ Gám (Xuân Thành, Yên Thành), bánh mướt làng nghề Lam Trung (Hưng Lam, Hưng Nguyên), bánh mướt Diễn Châu, bánh mướt Đô Lương, làng Quy Chính ở gần chợ Sa Nam (Nam Đàn).

### Bánh ướt Diên Khánh
Bánh ướt Diên Khánh là một món ăn nổi tiếng ở Nha Trang. Món ăn này ở phố bánh ướt Diên Khánh. Tuy gọi là phố nhưng thực chất nơi đây là một con đường nơi tụ tập rất nhiều các hàng bán bánh ướt, những hàng quán này được mở từ 4 giờ sáng đến tận đêm khuya. Do đó, khách muốn có thể dùng món này bất cứ khi nào. Không quá cầu kỳ như những món ăn khác, "Bánh ướt Diên Khánh" được làm một cách đơn giản, vớt bánh từ lò ra người bán cho vào dĩa, cho hành mỡ, đậu xanh hoặc ruốc rồi kèm theo chén nước chấm. Bánh ướt được làm từ gạo, gạo được vo rồi xay nhuyễn, hòa trộn cùng nước rồi được hấp trên những lò đất. Đây là những lò được xây nên bằng đất, bên trên để một chảo gang và dùng vải mỏng căn ở trên. Bánh ướt nóng dùng kèm với chả vùng Diên Khánh và mắm thường là nước mắm hoặc mắm nêm.

### Bánh cuốn ngoài Việt Nam
Ở châu Âu, bánh cuốn bán trong các quán ăn của người Việt có cách làm hơi khác. Vỏ bánh thường được tráng trong chảo có láng dầu thay vì được hấp trên nồi nước sôi.
|  |  |